# Uranocetus gramensis
L’uranoceto (Uranocetus gramensis) è un cetaceo estinto, vissuto nel Miocene superiore (circa 8 milioni di anni fa), i cui resti fossili sono stati ritrovati in Danimarca.

## Classificazione
Questo cetaceo è noto grazie ad alcuni resti fossili ritrovati nella formazione Gram, nella Danimarca sudoccidentale. I fossili indicano che questo animale mostrava uno stadio iniziale della riduzione della cavità mandibolare e una morfologia del rostro intermedio tra quello dei misticeti primitivi e quello delle balenottere vere e proprie. Un'analisi filogenetica (Steeman, 2009) indica che Uranocetus era possibile rappresentante dei diorocetidi (Diorocetidae), un gruppo di misticeti estinti posti alla base del gruppo delle balenottere. 

## Paleoecologia
È probabile che Uranocetus, per nutrirsi, adottasse una tecnica molto simile a quella delle odierne balenottere (ram feeding), ma che non fosse così efficiente a causa della forma della mandibola, non così specializzata come nelle specie attuali. La grande cavità mandibolare presente in Uranocetus e in altri misticeti arcaici non indica l'utilizzo di una forma di ecolocazione simile a quella usata dagli odontoceti (delfini e capodogli). In questo animale, così come in altri misticeti non strettamente imparentati, i suoni ad alta frequenza che gli odontoceti usano abitualmente per l'ecolocazione avrebbero sofferto di una considerevole perdita di volume attraverso la parete mandibolare nel passaggio verso l'orecchio interno. Una riduzione della cavità mandibolare in linee evolutive separate di misticeti potrebbe essere il risultato di una tendenza a usare suoni a bassa frequenza.